# Delphinium conaense
Delphinium conaense är en ranunkelväxtart som beskrevs av Wen Tsai Wang. Delphinium conaense ingår i släktet storriddarsporrar, och familjen ranunkelväxter. Inga underarter finns listade i Catalogue of Life.